# Festival de Saint-Sébastien 2008
Le festival international du film de Saint-Sébastien 2008, 56e édition du festival (56 Festival de San Sebastián ou 56 Donostiako Zinemaldia), s'est tenu du 18 au 27 septembre 2008. Parmi les faits saillants de cette édition on note la première projection en Espagne de Vicky Cristina Barcelona, le dernier film de Woody Allen. Étaient présents Woody Allen, Javier Bardem et Rebecca Hall. L'adaptation cinématographique du roman Le Garçon au pyjama rayé a eu sa première internationale au Festival de Saint-Sébastien en présence du réalisateur Mark Herman et des acteurs David Thewlis, Vera Farmiga et Rupert Friend, entre autres.

## Jurys

### Jurés de la Sélection officielle
- Jonathan Demme (président, États-Unis)
- Michael Ballhaus (Allemagne)
- Martina Gusman (Argentine)
- Masato Harada (Japon)
- Nadine Labaki (Liban)
- Clare Peploe (Royaume-Uni)
- Leonor Watling (Espagne)

## Films

### Sélection officielle (en compétition)
- Les enfants sont partis, de Daniel Burman (Argentine-Espagne-France)
- La Belle Personne, de Christophe Honoré (France)
- Dream, de Kim Ki-duk (Corée du Sud)
- Un tir dans la tête, de Jaime Rosales (Espagne)
- Den Du Frygter (Fear Me Not), de Kristian Levring (Danemark)
- L'Anniversaire de Leila, de Rashid Masharawi (Tunisie-Pays-Bas)
- Frozen River, de Courtney Hunt (États-Unis)
- Still Walking, de Hirokazu Kore-eda (Japon)
- Camino, de Javier Fesser (Espagne)
- Un été italien (Genova), de Michael Winterbottom (Royaume-Uni-Italie)
- Louise-Michel, de Benoît Delépine et Gustave Kervern.
- Maman est chez le coiffeur, de Léa Pool
- La Boîte de Pandore, de Yesim Ustaoglu (Turquie-France-Allemagne-Belgique)
- El patio de mi cárcel, de Belén Macías (Espagne)
- L'Enfant-cheval, de Samira Makhmalbaf (Iran)

### Sélection officielle (hors compétition)
- Le Garçon au pyjama rayé, de Mark Herman

## Palmarès

### Prix officiels
- Coquille d'or : La Boîte de Pandore, de Yesim Ustaoglu.
- Prix spécial du jury : L'Enfant-cheval de Samira Makhmalbaf.
- Coquille d'Argent du meilleur réalisateur : Michael Winterbottom pour Génova.
- Coquille d'Argent de la meilleure actrice (ex æquo) : Tsilla Chelton dans La Boîte de Pandore, de Yesim Ustaoglu et Melissa Leo dans Frozen River, de Courtney Hunt.
- Coquille d'Argent du meilleur acteur : Óscar Martínez dans Les enfants sont partis, de Daniel Burman.
- Prix du jury de la meilleure photographie : Les enfants sont partis, de Daniel Burman.
- Prix du jury du meilleur scénario : Benoît Delépine et Gustave Kervern, pour Louise Michel.
- Prix Fipresci : Un tir dans la tête, de Jaime Rosales.

### Prix non officiels
- Prix des nouveaux réalisateurs : Cao Baoping (en) pour The Equation of Love and Death (en).
- Prix Horizons : Gasolina de Julio Hernández Cordón.
- Prix du public : Burn After Reading des frères Coen.
- Prix de la jeunesse : Amorosa soledad de Martín Carranza et Victoria Galardi.
- Prix TVE - Autre regard : Frozen River de Courtney Hunt.

### Prix Donostia
- Meryl Streep
- Antonio Banderas.

## Rétrospectives
- Rétrospective classique : Mario Monicelli
- Rétrospective thématique : Japon en noir
- Rétrospective contemporaine : Terence Davies